# Brecker Brothers

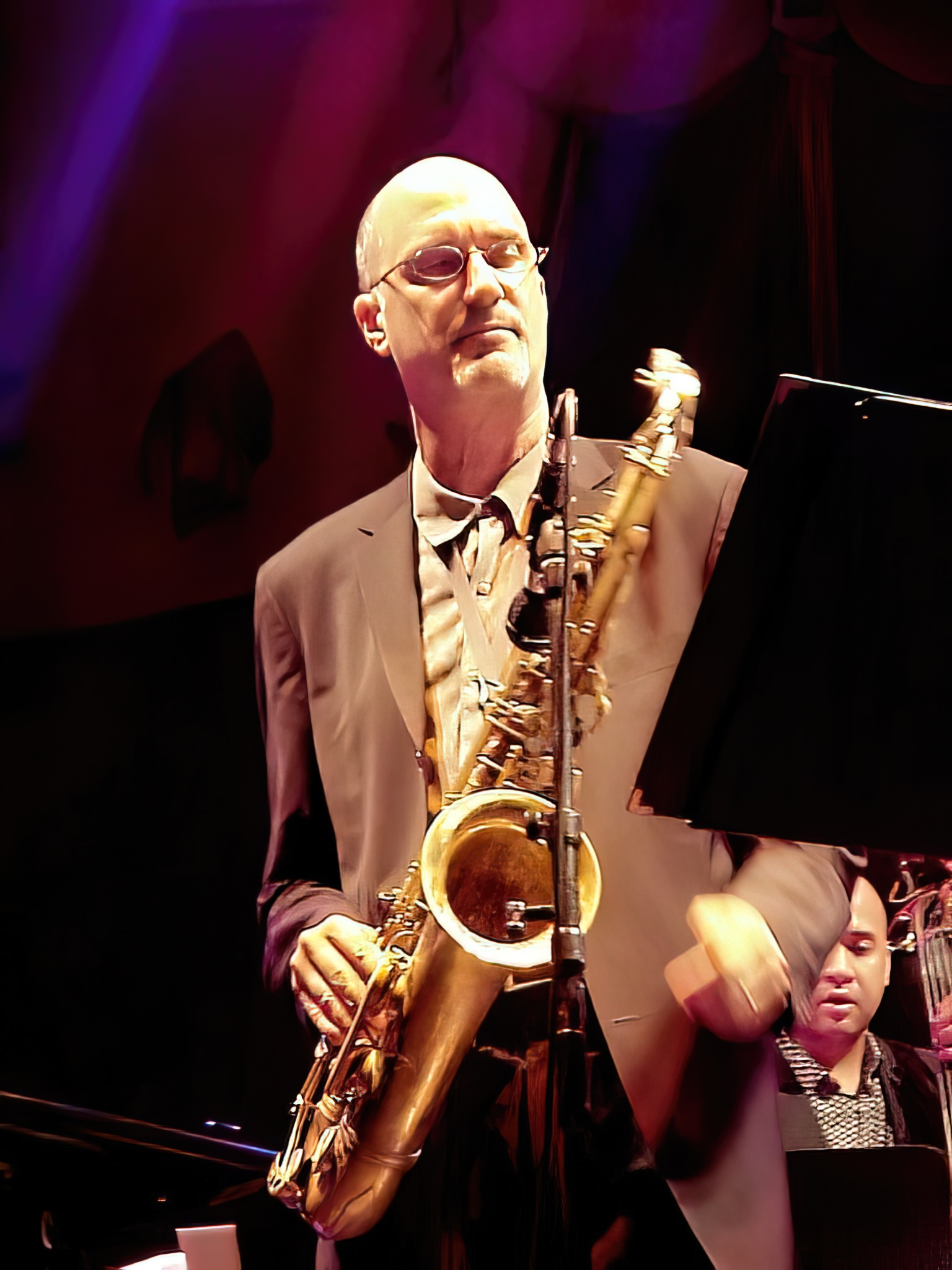
Michael Brecker nel 2001

I Brecker Brothers erano un gruppo musicale funky-fusion capitanato dal sassofonista Michael Brecker e dal fratello trombettista Randy Brecker. Il gruppo, nato sulle ceneri dei Dreams (che era composto da Randy Brecker, il batterista Billy Cobham, il trombonista Barry Rogers, Jeff Kent e Doug Lubahn), ebbe un discreto successo negli Stati Uniti fra gli anni '70 e '90. Il loro brano "East River" del 1979 raggiunse il 34º posto agli Official Singles Chart.
 
Nel 1995 vinsero un Grammy Award per Out of the Loop.
I fratelli Brecker, oltre al loro gruppo, spesso lavorarono insieme come sessionman e nella sezione fiati di numerosi artisti come Frank Zappa, i Parliament di George Clinton, i Casiopea e gli Steely Dan. Inoltre entrambi i fratelli ebbero una prolifica carriera come solisti.
L'attività del gruppo, a parte qualche sporadico concerto, cessò a metà degli anni '90. Michael Brecker è morto nel 2007 di leucemia.

## Formazione
A parte i due fratelli co-leader, unico punto fermo della band, fecero parte del gruppo, a seconda dei periodi, numerosi musicisti, tutti di alto livello:
- David Sanborn (sassofono)
- Don Grolnick (tastiere)
- Will Lee (basso)
- Neil Jason (basso)
- James Genus (basso)
- George Duke (tastiere)
- Terry Bozzio (batteria)
- Steve Gadd (batteria)
- Steve Khan (chitarra)
- Mike Stern (chitarra)
- Luther Vandross (voce)
- Dave Weckl (batteria)
- Lenny White (batteria)
- Dennis Chambers (batteria)

## Discografia
- The Brecker Brothers (Arista 1975)
- Back to Back (Arista 1976)
- Don't Stop the Music (Arista 1977)
- Heavy Metal Be-Bop (Arista 1978)
- Detente (Arista 1980)
- Straphangin (Arista 1981)
- Return of the Brecker Brothers (GRP 1992)
- Out of the Loop (GRP 1994)
- Electric Jazz Fusion (Lamey 1999)